# 劉崇文 (嘉靖進士)
劉崇文（1522年—1596年），字原質，號彬泉，山西澤州高平縣人，民籍，明朝政治人物。

## 生平
嘉靖二十二年（1543年）癸卯科山西鄉試第二十四名舉人，嘉靖二十六年（1547年）丁未科會試第一百九十一名，三甲一百八名進士。禮部觀政，授内丘知县，升户部主事，歷升员外郎、郎中，三十五年（1556年）出任淮安府知府。

## 家族
曾祖劉擴；祖父劉贇；父劉韜，號儲峰，曾任歲貢生。前母程氏；前母袁氏；母陳氏。具慶下。兄劉崇道、劉崇德，弟劉崇儒。元配張氏，封安人，有子劉虞夔、劉虞龍、劉虞伯、劉虞陶。